# B-galaktozid a-2,6-sijaliltransferaza
B-galaktozid a-2,6-sijaliltransferaza (EC 2.4.99.1, CMP-N-acetilneuraminat:beta--galaktozil-1,4-N-acetil-beta--glukozamin alfa-2,6-N-acetilneuraminiltransferaza) je enzim sa sistematskim imenom CMP-N-acetilneuraminat:beta--galaktozil-(1->4)--acetil-beta--glukozamin alfa-(2->6)-N-acetilneuraminiltransferaza. Ovaj enzim katalizuje sledeću hemijsku reakciju
CMP--acetilneuraminat + beta-D-galaktozil-(1->4)--acetil-beta--glukozamin {\displaystyle \rightleftharpoons } CMP + alfa-N-acetilneuraminil-(2->6)-beta-D-galaktozil-(1->4)--acetil-beta--glukozamin
Terminalni beta-D-galaktozilni ostatak oligosaharida glikoproteina, kao i laktoza, mogu da deluju kao akceptori.

## Literatura
- Nicholas C. Price; Lewis Stevens (1999). Fundamentals of Enzymology: The Cell and Molecular Biology of Catalytic Proteins (Third изд.). USA: Oxford University Press. ISBN 019850229X.
- Eric J. Toone (2006). Advances in Enzymology and Related Areas of Molecular Biology, Protein Evolution (Volume 75 изд.). Wiley-Interscience. ISBN 0471205036.
- Branden C; Tooze J. Introduction to Protein Structure. New York, NY: Garland Publishing. ISBN 0-8153-2305-0.
- Irwin H. Segel. Enzyme Kinetics: Behavior and Analysis of Rapid Equilibrium and Steady-State Enzyme Systems (Book 44 изд.). Wiley Classics Library. ISBN 0471303097.

## Spoljašnje veze
- Beta-galactoside+alpha-2,6-sialyltransferase на 